# Wahlen in St. Vincent und den Grenadinen 1967
Die Wahlen in St. Vincent und den Grenadinen (1967 Vincentian general election) wurden am 19. Mai 1967 in St. Vincent und den Grenadinen durchgeführt. Die Wahlen wurden vom Gouverneur Hywel Georgel als vorgezogene Neuwahlen durchgeführt, nachdem in der vorhergehenden Legislaturperiode die People’s Political Party (PPP) die Wahl gewonnen hatte, obwohl sie weniger Stimmen als die Saint Vincent Labour Party (SVLP) errungen hatte.
Die Wahlen wurden für die Labour Party entschieden. Sie errang sechs der neun Sitze. Robert Milton Cato (SVLP) ersetzte Ebenezer Joshua (PPP) als Chief Minister.
Die Wahlen waren die letzten Wahlen des Legislativrats mit begrenzten Befugnissen und mit einer teilweisen Wahl der Mitglieder. Das Vereinigte Königreich gewährte dem Archipel zwei Jahre später tatsächlich beträchtliche Autonomie und behielt nur die Außenbeziehungen und die Verteidigungshoheit. Der Legislativrat wurde in House of Assembly umbenannt und das Amt des Chief Ministers in Premierminister.

## House of Assembly
1967 bestand das House of Assembly von St. Vincent und den Grenadinen aus vierzehn Mitgliedern, von denen neun direkt gewählt wurden.
Zum „Rat“ gehörte auch der Gouverneur der Kolonie, der so genannte „Administrator“ der Krone. Zwei Mitglieder kraft Amtes waren der Crown Attorney und der Treasurer, daneben wurden zwei Mitglieder vom Gouverneur ernannt. Die neun wählbaren Mitglieder wurden durch Mehrheitswahl von den Bürgern gewählt.

## Ergebnisse
|                                   |                                   |         |       |        |       |     |  |  |  |
| Partei                            | Partei                            | Stimmen | %     | +/-    | Sitze | +/- |  |  |  |
|                                   | Saint Vincent Labour Party (SVLP) | 14.501  | 53,78 | ▲ 2,91 | 6     | ▲ 2 |  |  |  |
|                                   | People’s Political Party (PPP)    | 12.465  | 46,22 | ▼ 2,81 | 3     | ▼ 2 |  |  |  |
|                                   |                                   |         |       |        |       |     |  |  |  |
| Gültige Stimmen                   | Gültige Stimmen                   | 26.966  | 98,86 |        |       |     |  |  |  |
| Ungültige Stimmen                 | Ungültige Stimmen                 | 552     | 1,14  |        |       |     |  |  |  |
| Gesamt                            | Gesamt                            | 27.278  | 100   | -      | 9     |     |  |  |  |
| Nichtwähler                       | Nichtwähler                       | 5.766   | 17,45 |        |       |     |  |  |  |
| Wahlberechtigte / Wahlbeteiligung | Wahlberechtigte / Wahlbeteiligung | 33.044  | 82,55 |        |       |     |  |  |  |

| Absolute Mehrheit |     |
| ↓                 |     |
| 6                 | 3   |
| SVLP              | PPP |

## Abgeordnete
| Wahlkreise       | Scheidender Abgeordneter     | Partei | Partei | Gewählter Abgeordneter       | Partei | Partei |
| ---------------- | ---------------------------- | ------ | ------ | ---------------------------- | ------ | ------ |
| North Leeward    | Samuel Eric Slater           |        | PPP    | Samuel Eric Slater           |        | SVLP   |
| South Leeward    | Joseph Lambert Eustace       |        | SVLP   | Joseph Lambert Eustace       |        | SVLP   |
| Kingstown        | Emmanuel Fatima Adams        |        | PPP    | Hudson Kemuel Tannis         |        | SVLP   |
| West St. George  | Roderick Fitzgerald Marksman |        | PPP    | Roderick Fitzgerald Marksman |        | PPP    |
| East St. George  | Robert Milton Cato           |        | SVLP   | Milton Cato                  |        | SVLP   |
| South Windward   | Levi Calvert Latham          |        | SVLP   | Levi Calvert Latham          |        | SVLP   |
| Central Windward | Ebenezer Joshua              |        | PPP    | Ebenezer Joshua              |        | PPP    |
| North Windward   | Ivy Inez Joshua              |        | PPP    | Ivy Inez Joshua              |        | PPP    |
| Grenadines       | James Fitz-Allen Mitchell    |        | SVLP   | James Fitz-Allen Mitchell    |        | SVLP   |